# Biserica de lemn Sf. Apostoli din Costeni

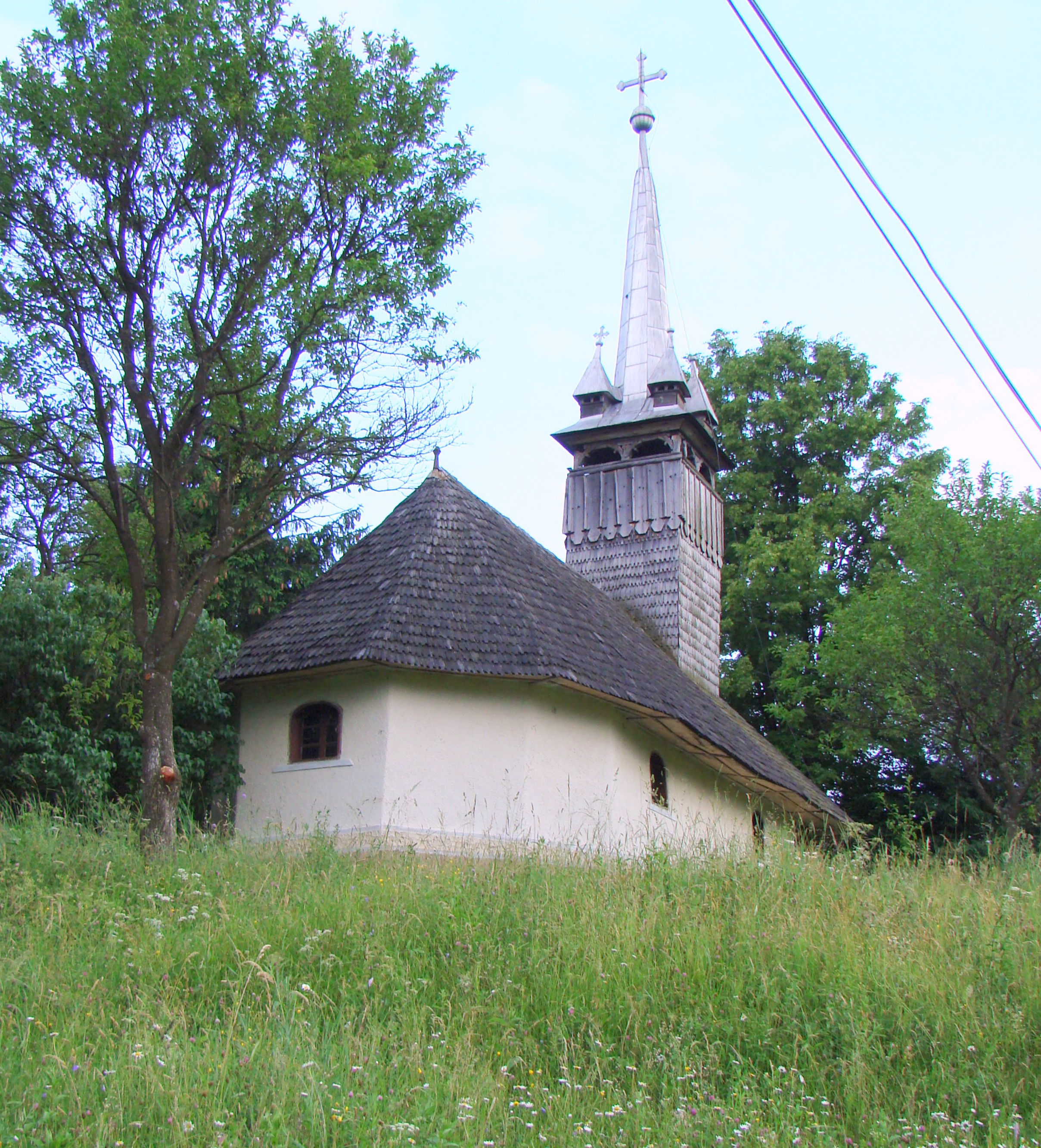
Biserica de lemn Sfinții Apostoli Petru şi Pavel din Costeni, comuna Cupşeni, județul Maramureș, foto: iunie 2009.

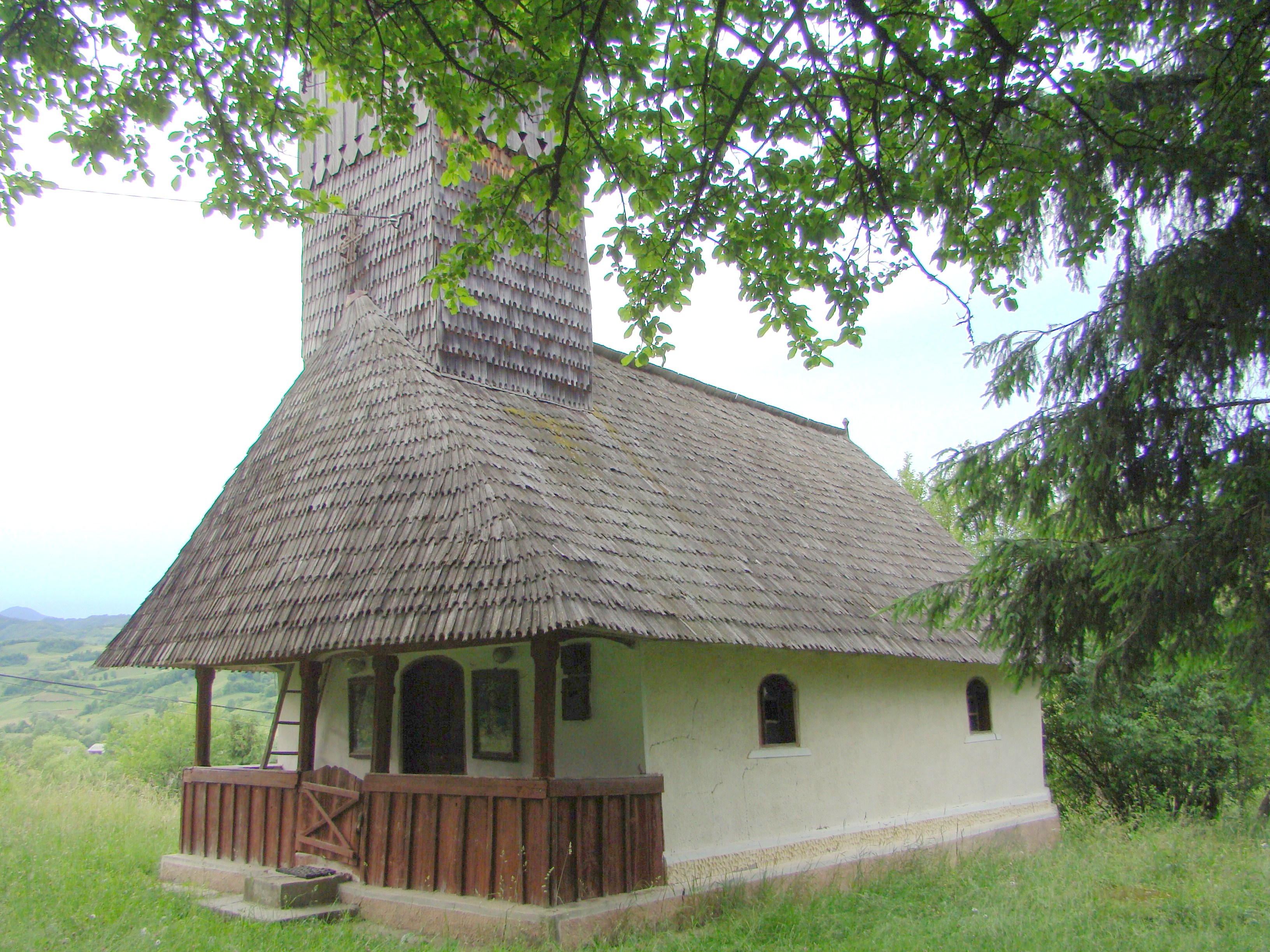
Butea bisericii

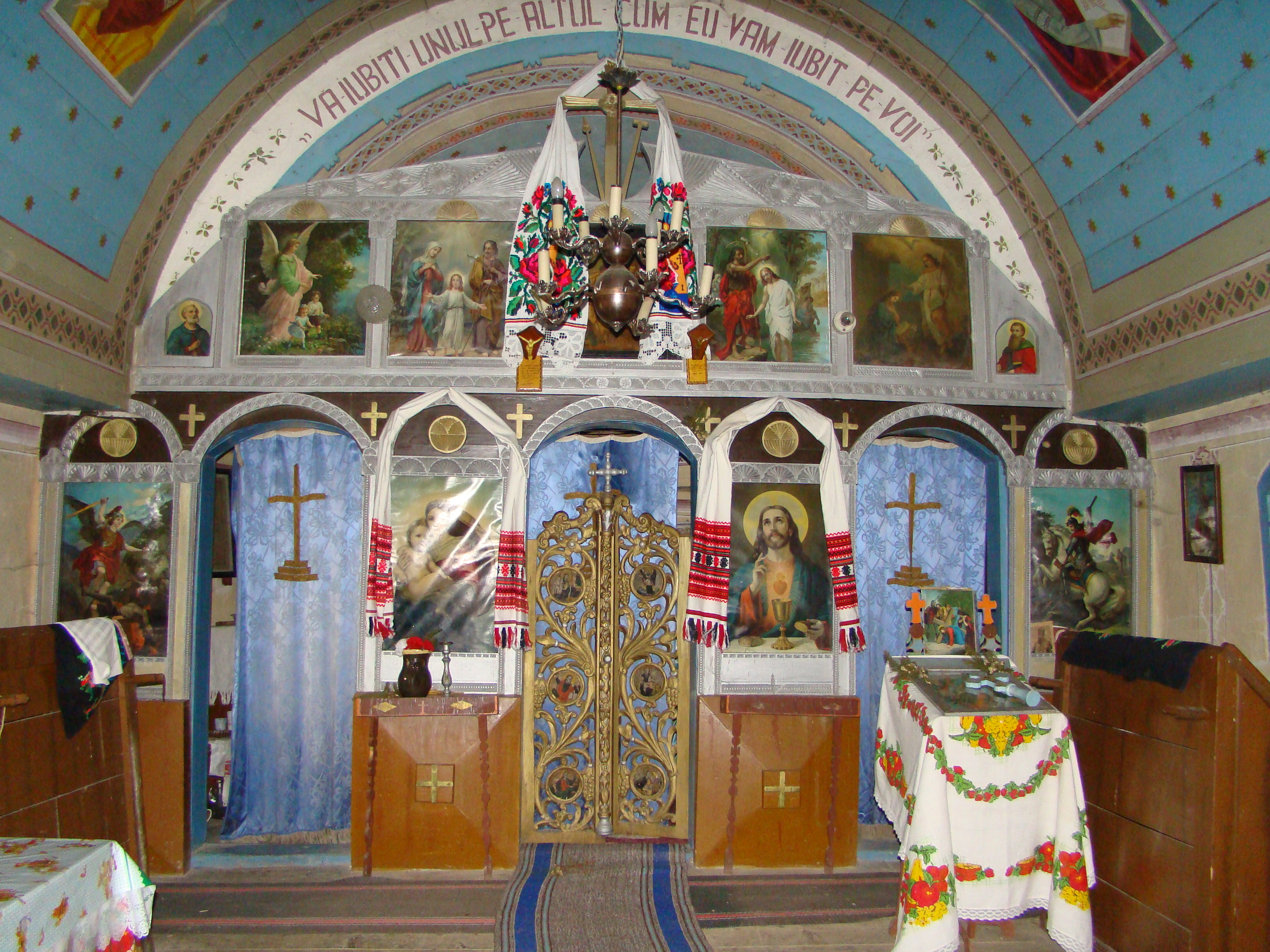
Iconostasul

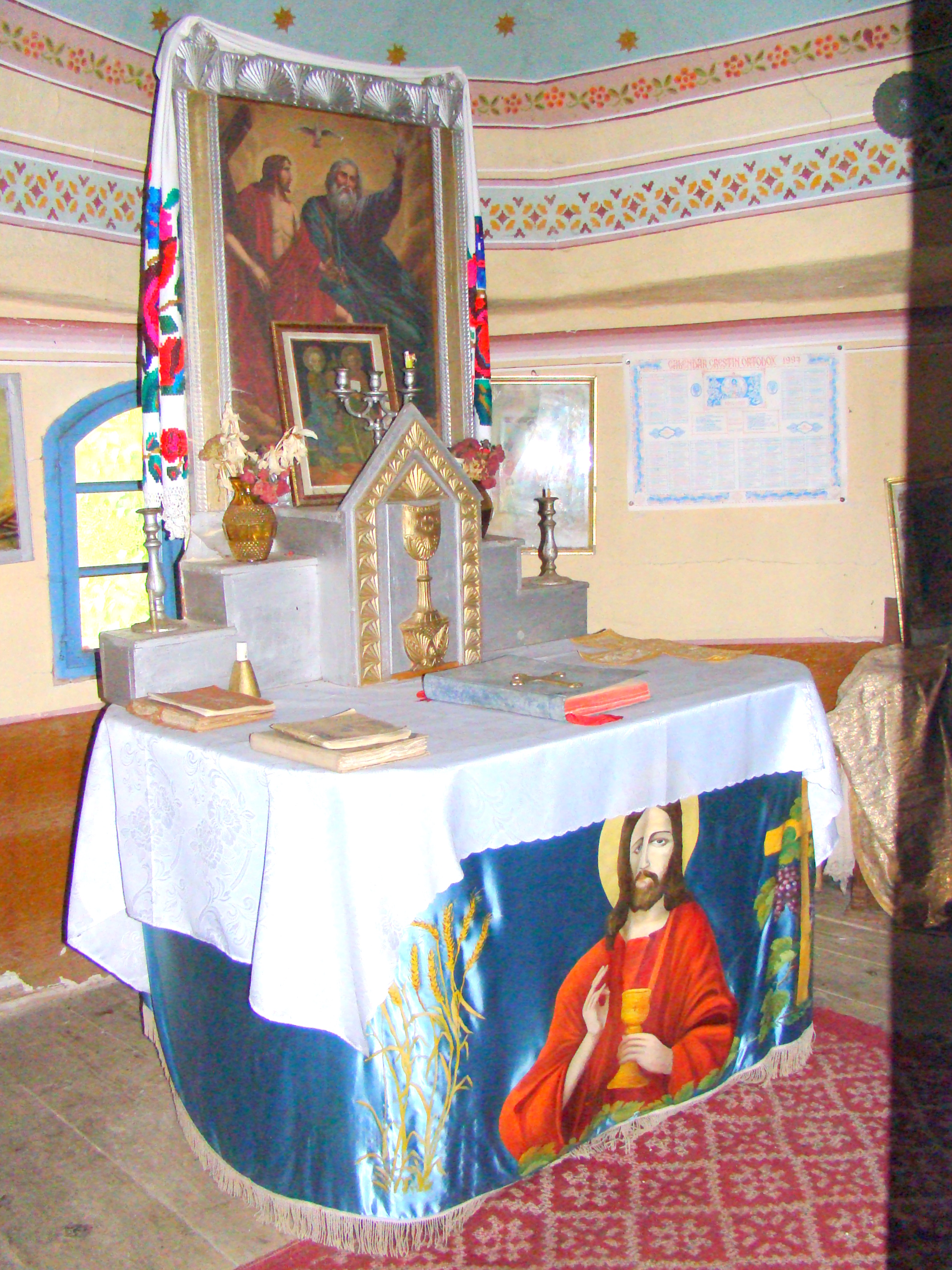
Masa altarului

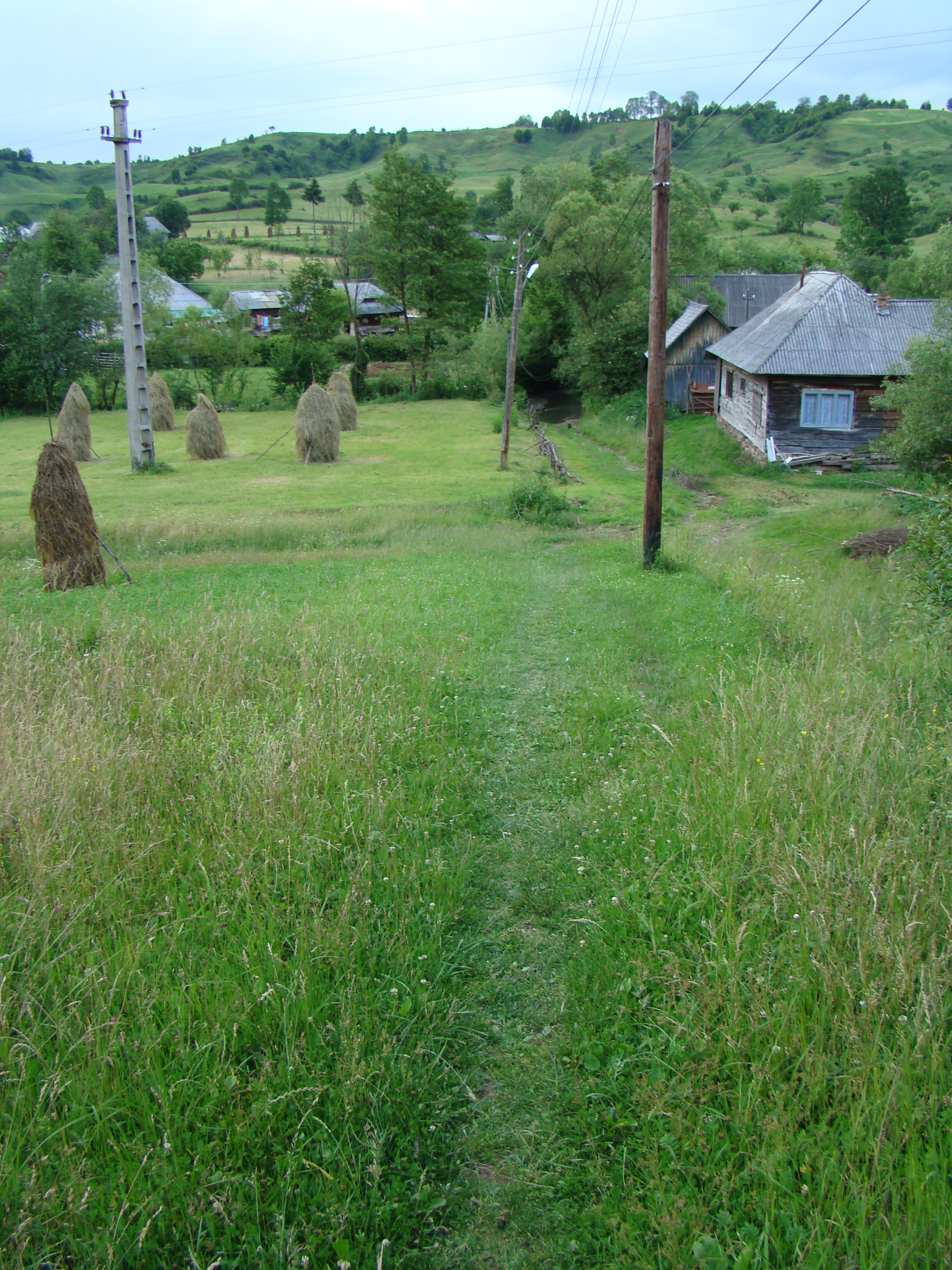
„Drumul” spre biserică

Biserica de lemn „Sfinții Apostoli Petru și Pavel” din Costeni, comuna Cupșeni, județul Maramureș a fost ridicată în secolul al XIX-lea (1885). Lăcașul figurează pe lista monumentelor istorice, cod LMI MM-II-m-B-04555.

## Imagini din exterior

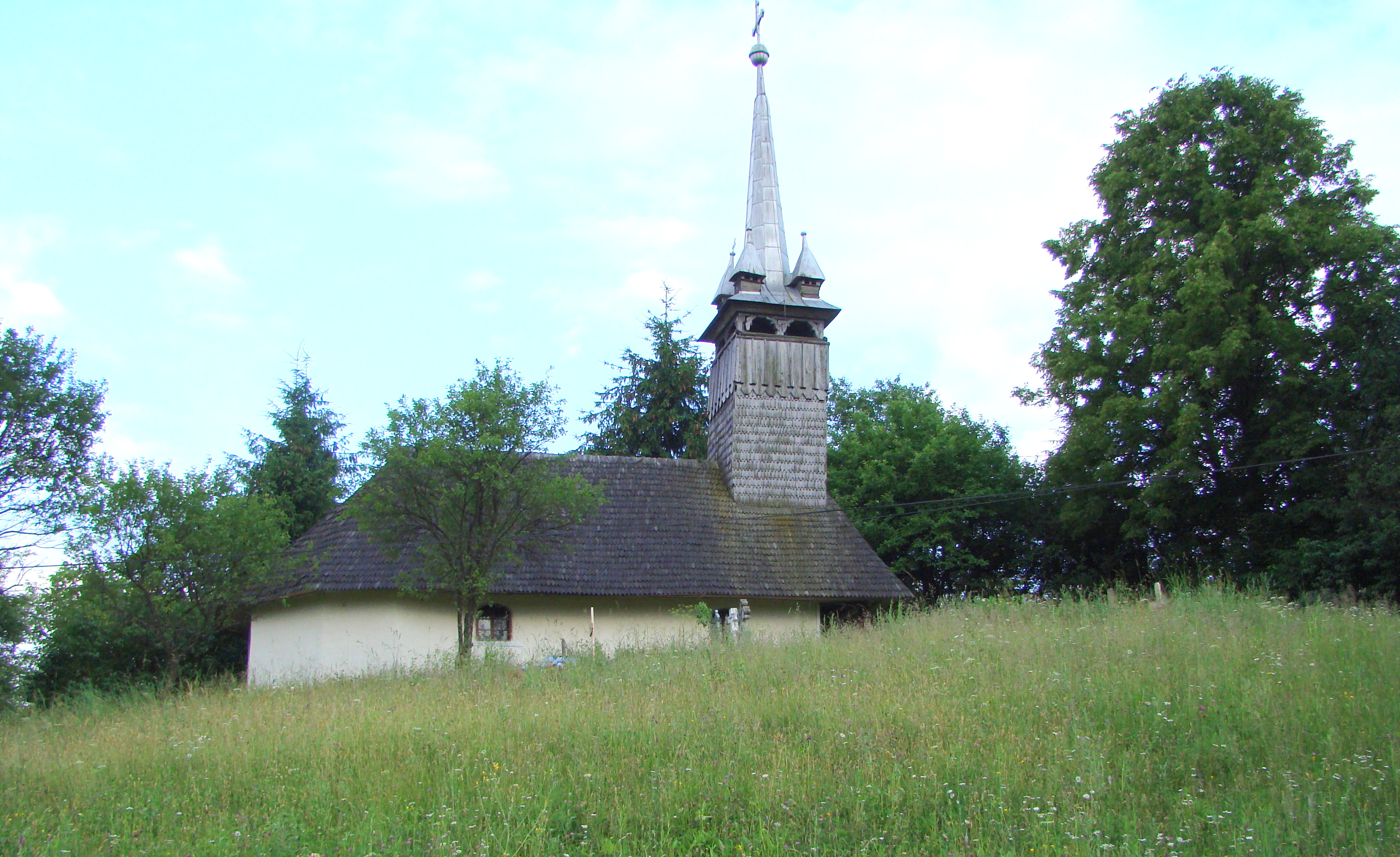
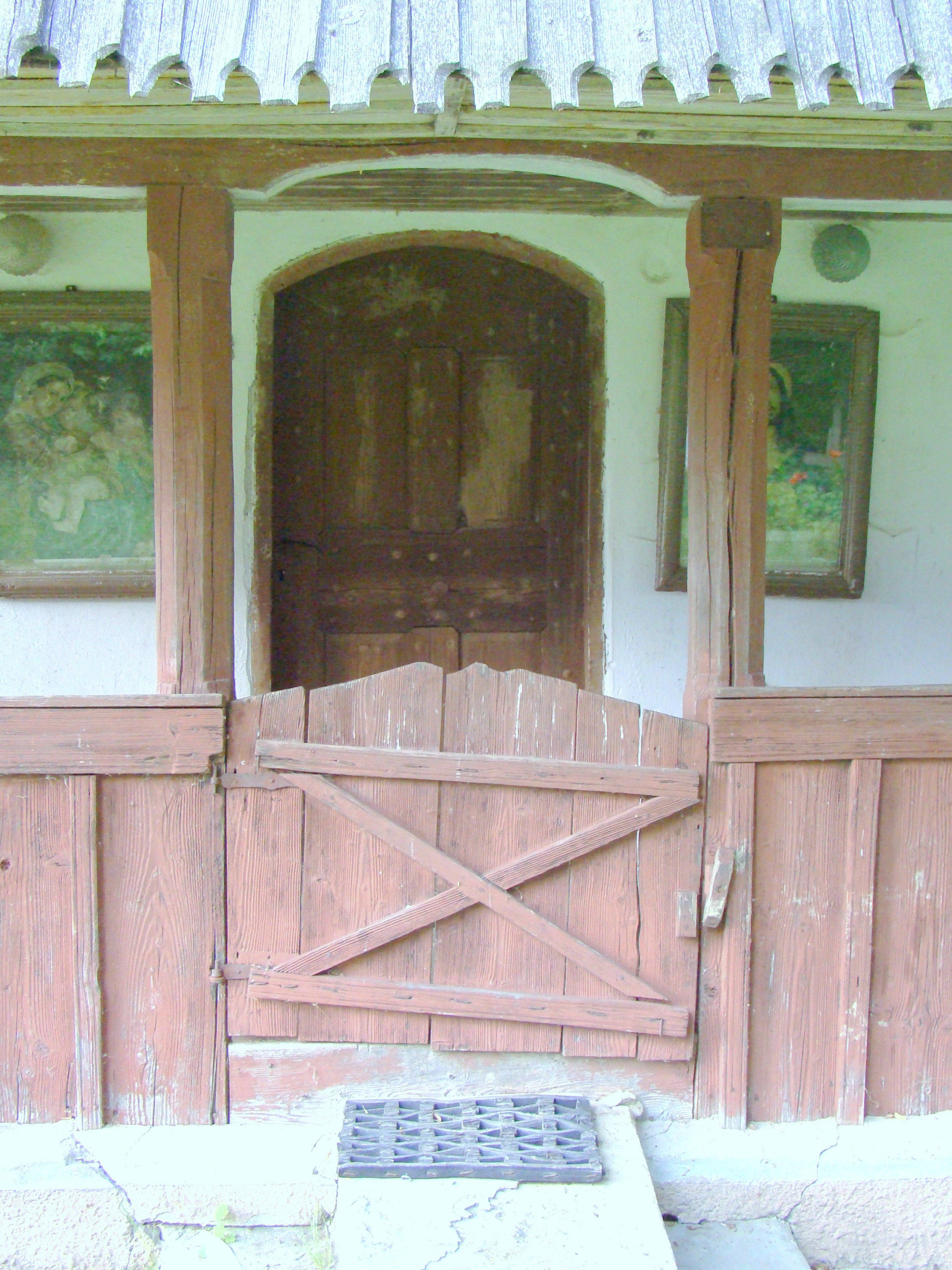
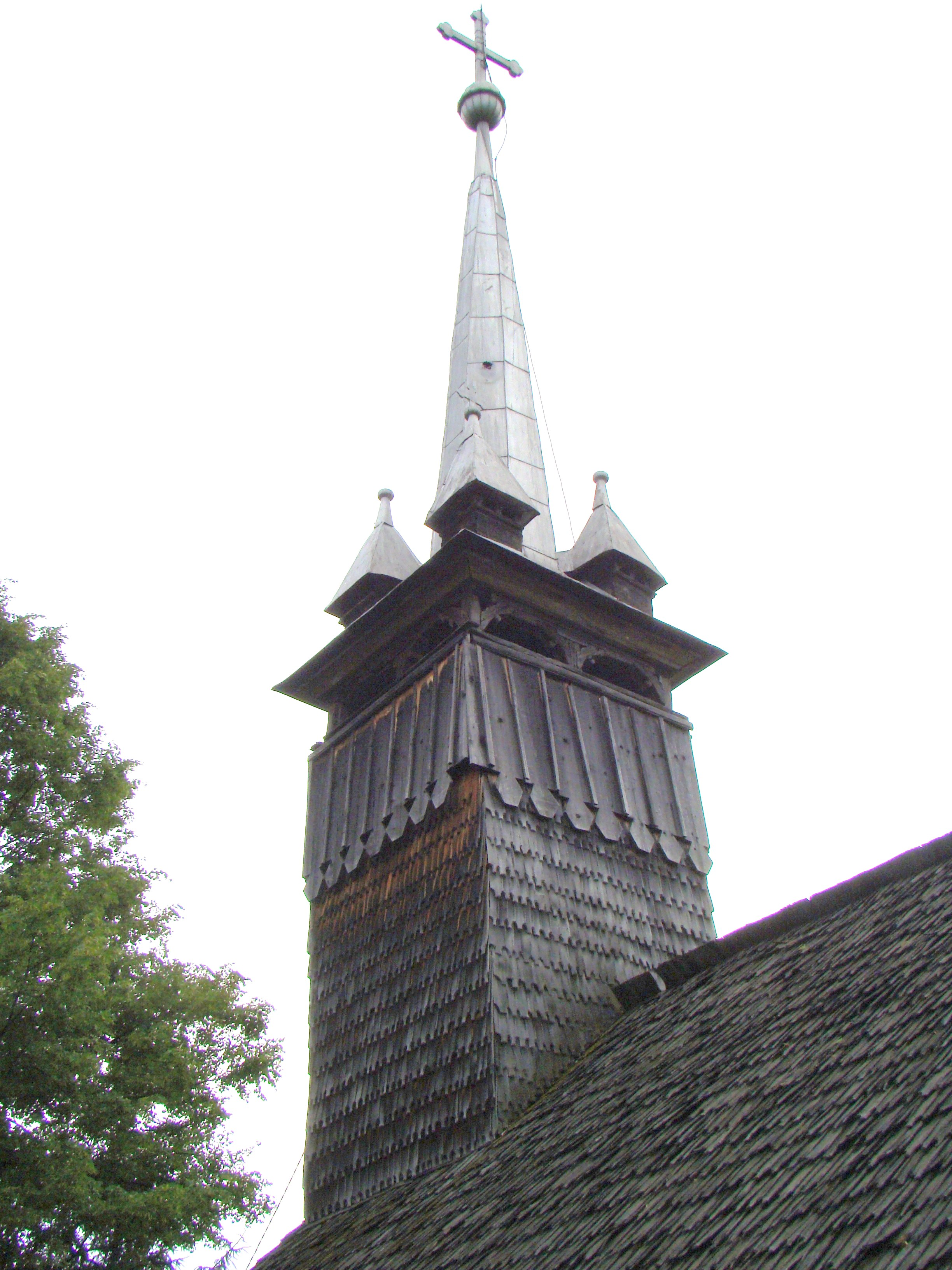
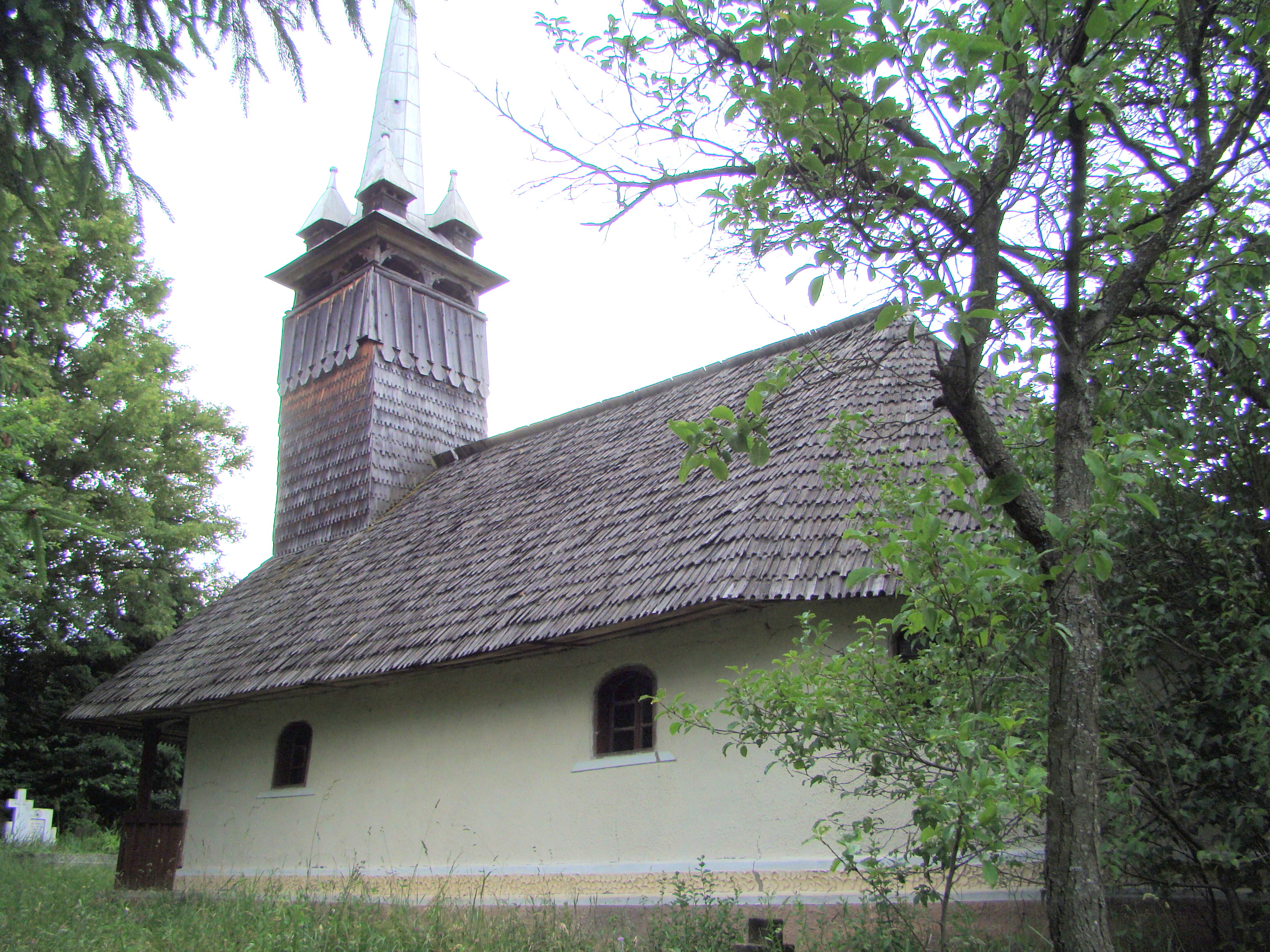
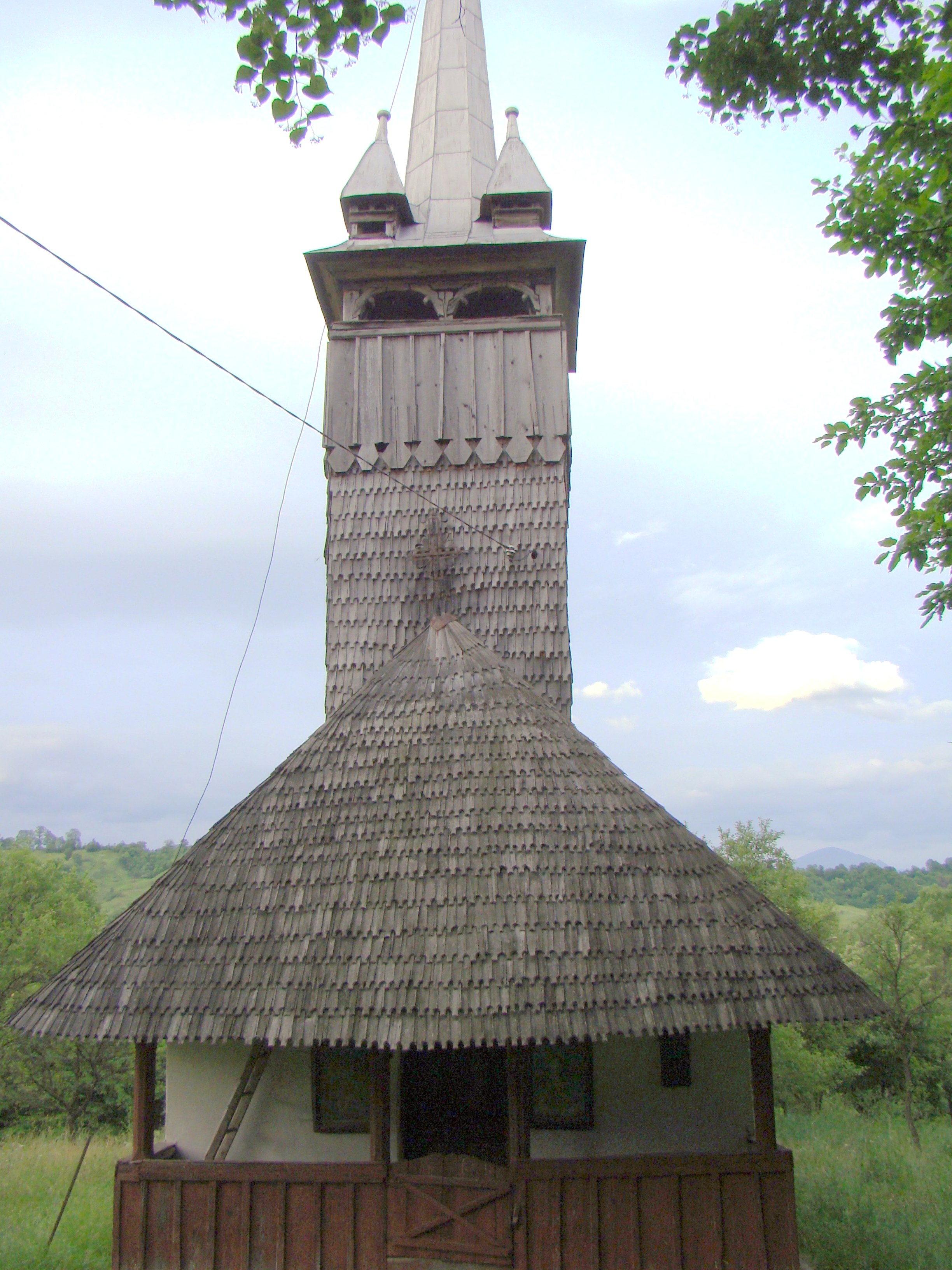
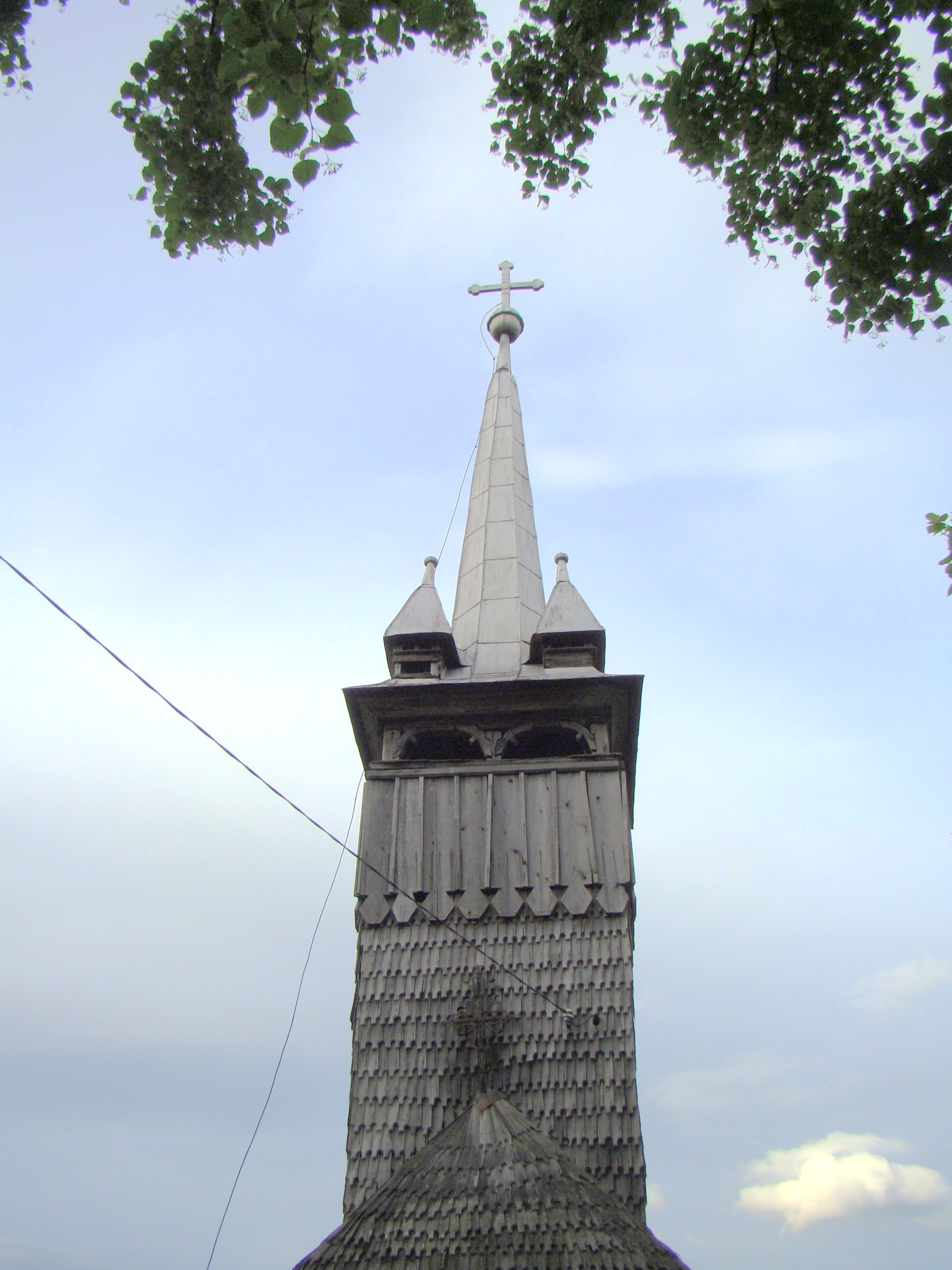
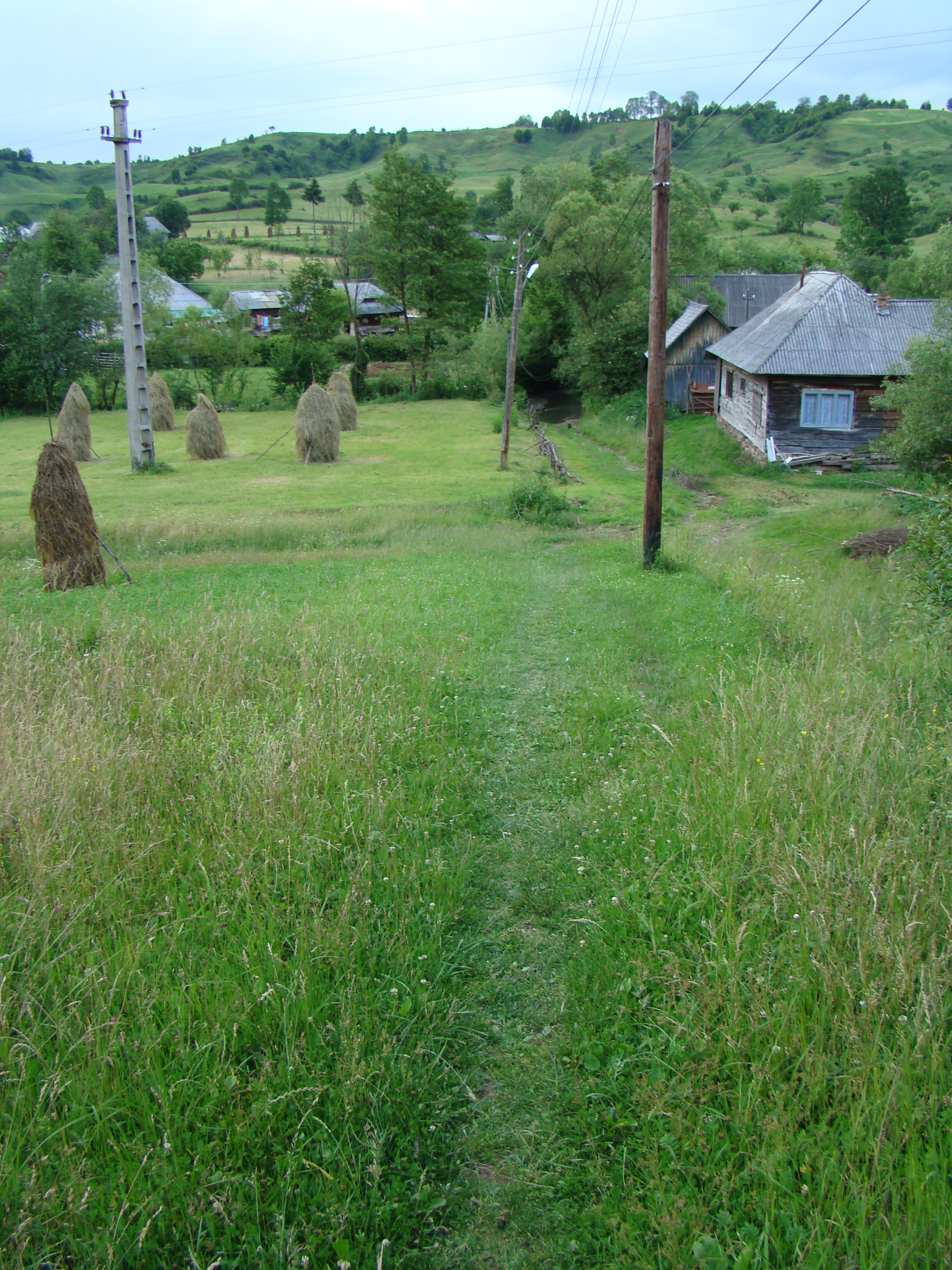
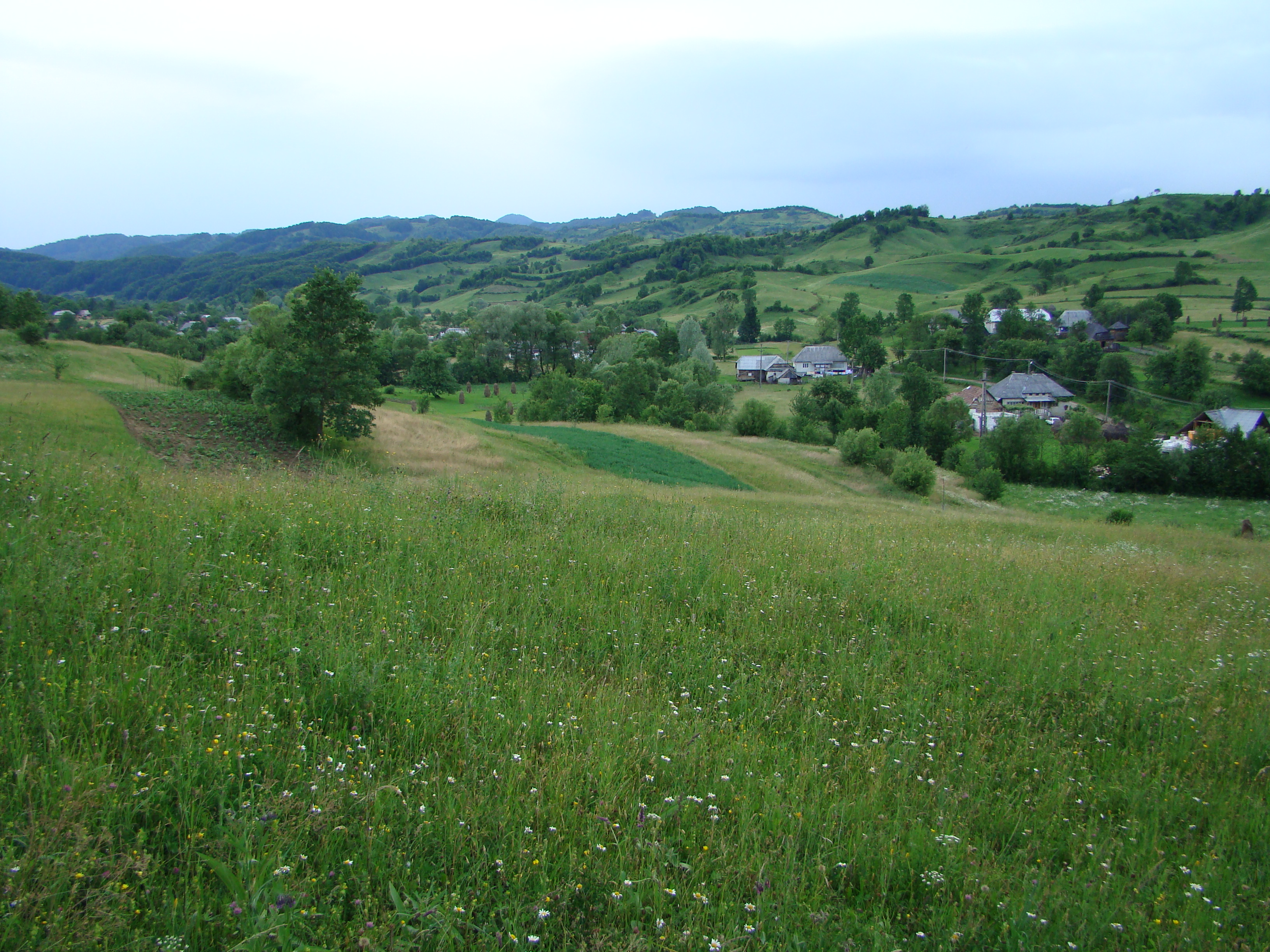

## Imagini din interior

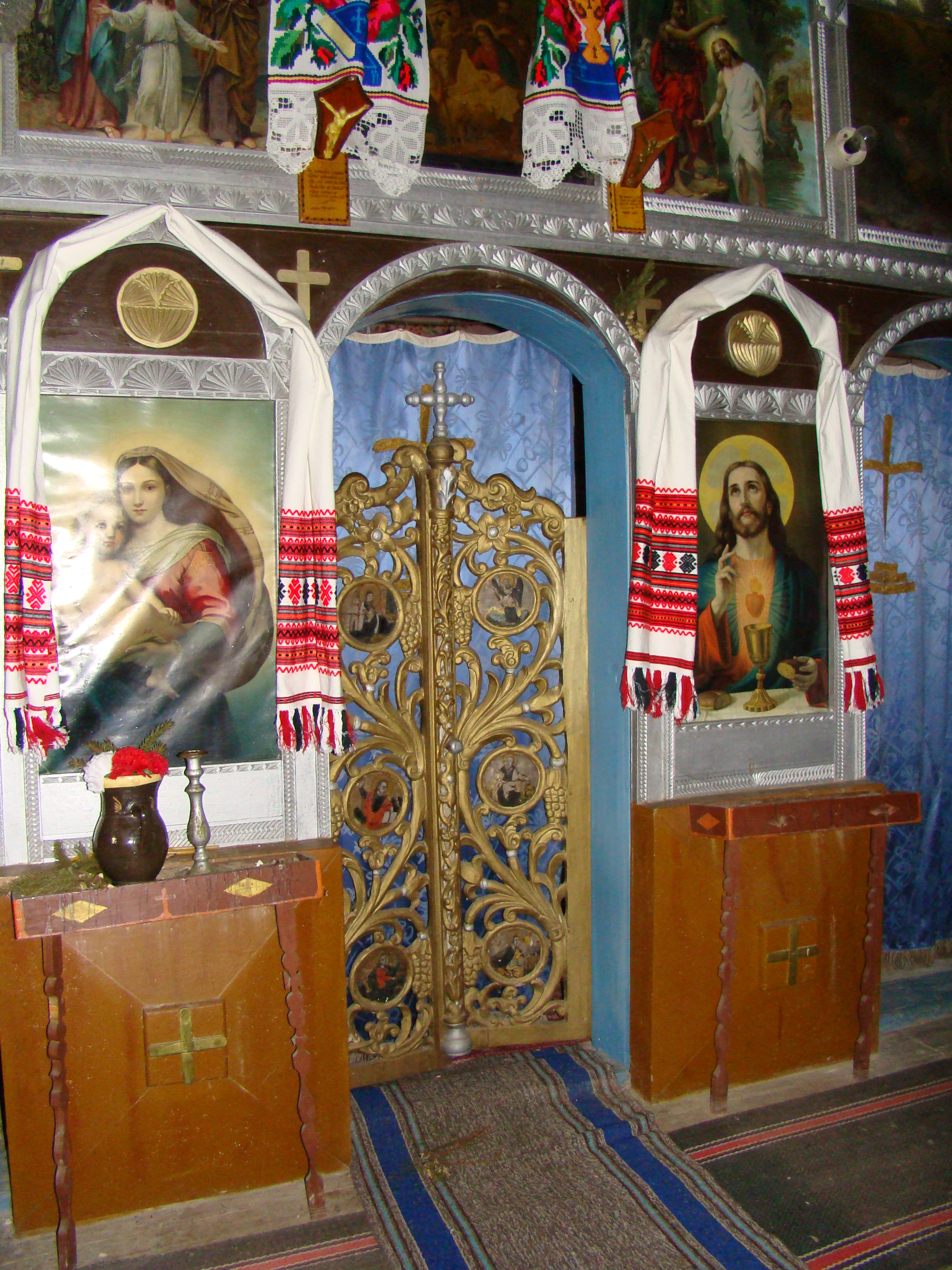
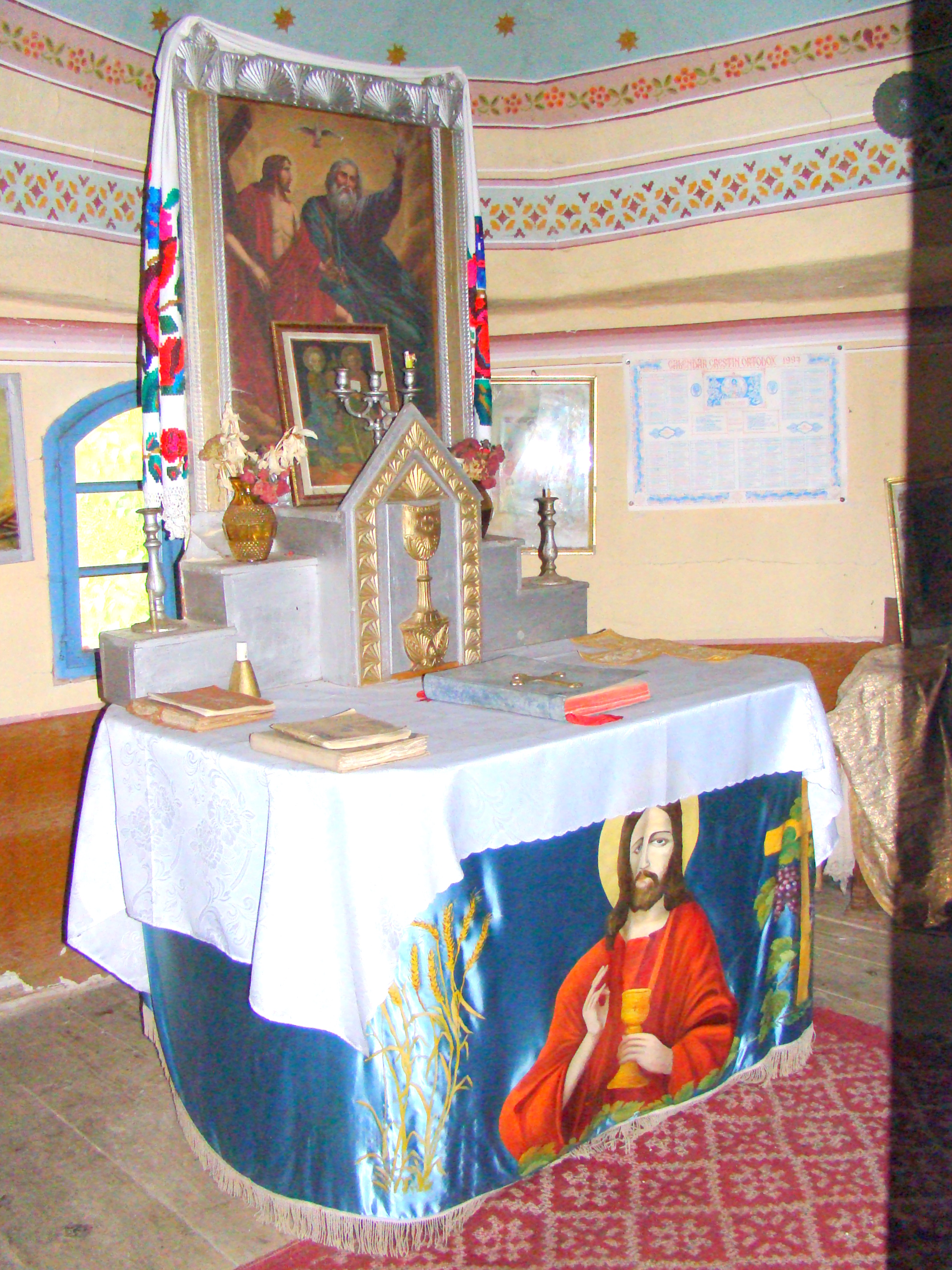
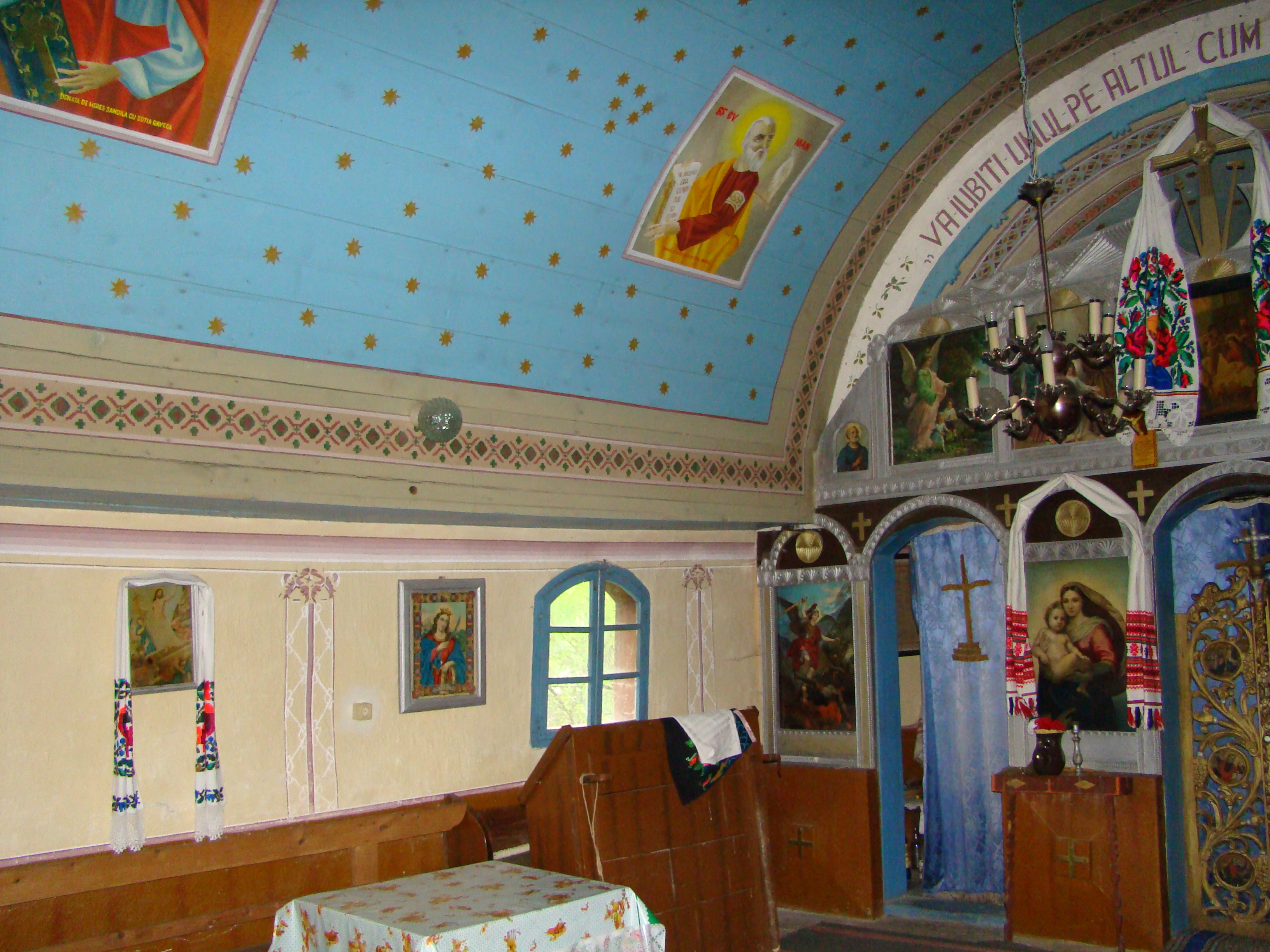
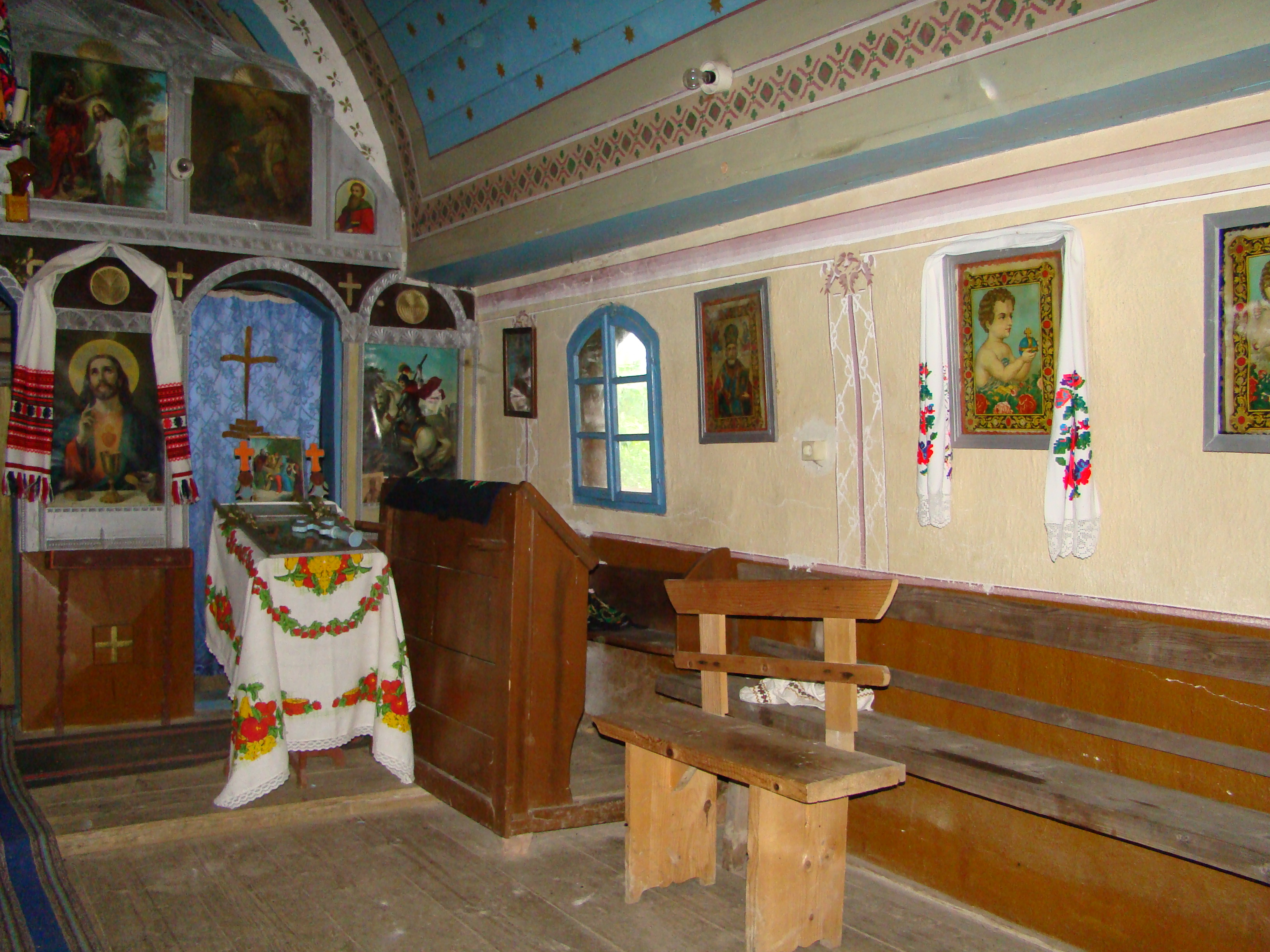
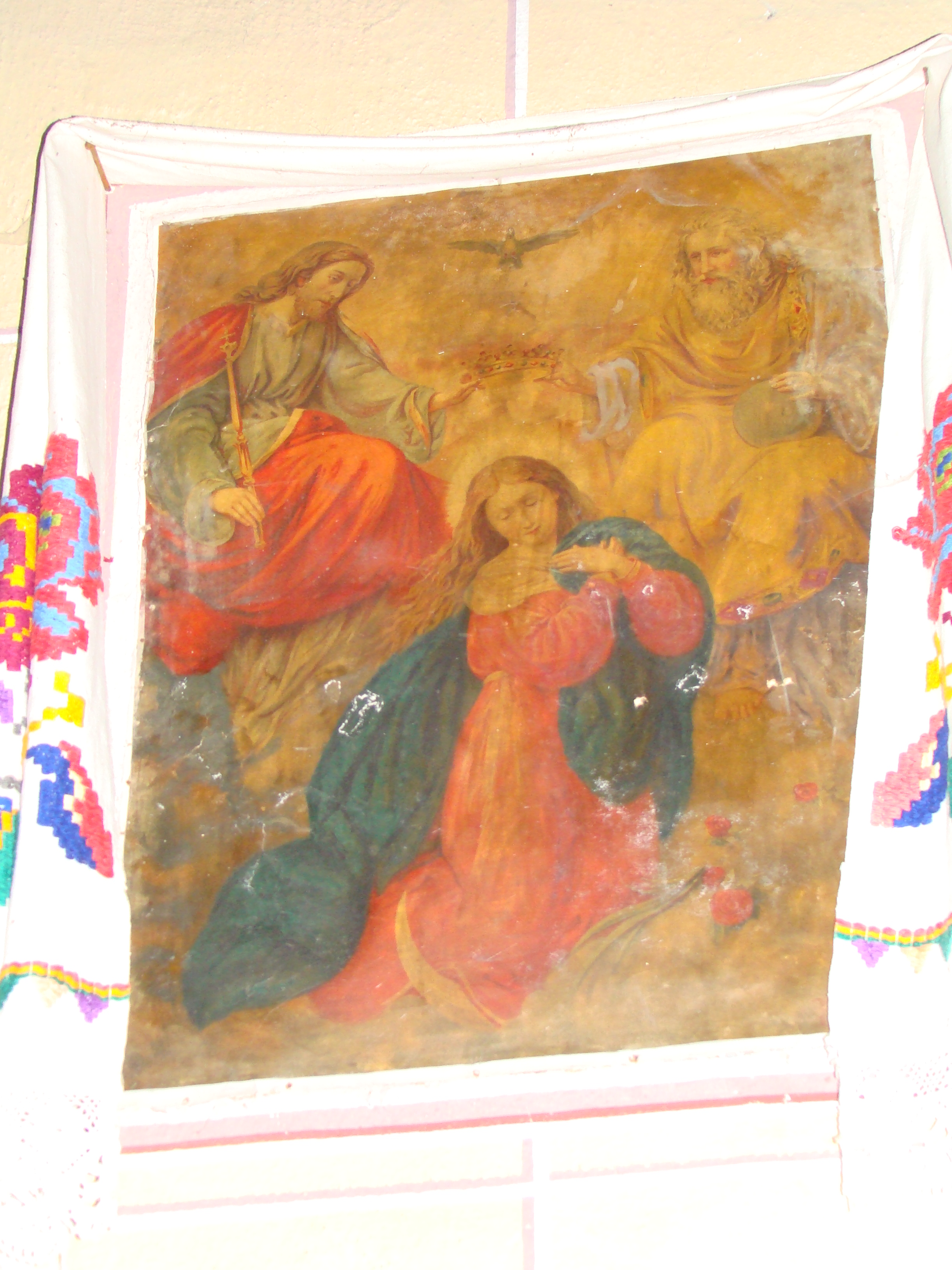
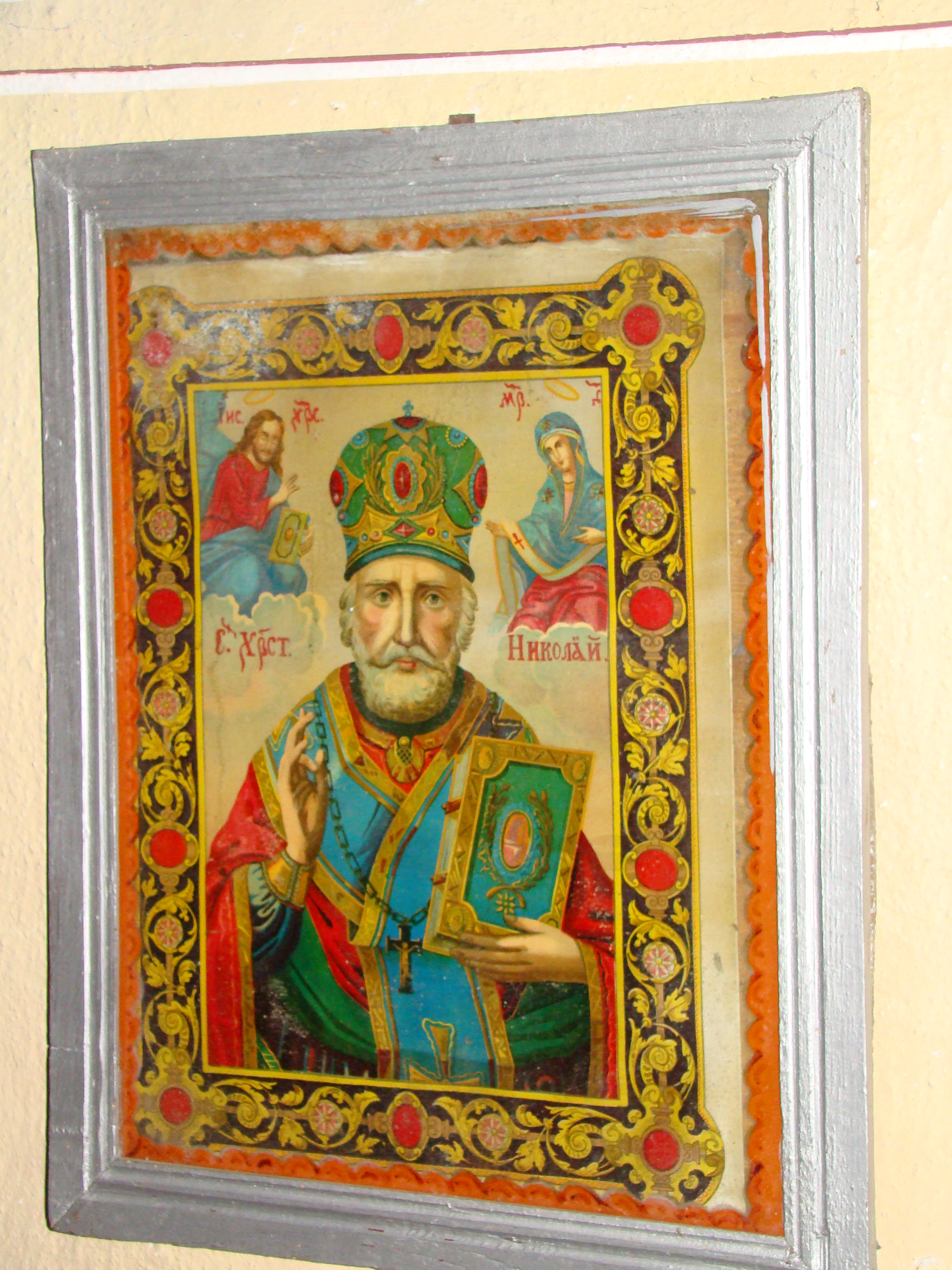

## Istoric și trăsături
Biserica de lemn „Sfinții Apostoli Petru și Pavel” din Costeni a fost construită în anul 1885 și are o structură de lemn, tencuită pe exterior și interior. Biserica are coiful îmbrăcat cu tablă și are patru turnulețe, semn că satul a avut în trecut un sfat al bătrânilor. Fiecare turnuleț are un foișor. Pictura parietală veche a fost înlocuită cu una modernă, fără valoare. În interior pereții sunt tencuiți și văruiți în albastru deschis. Bolta este și ea văruită și pictată pe întreaga suprafață cu albastru și stele aurii, imitând bolta cerului. Pe bolta naosului sunt pictate pe pânză mai multe scene și portrete și apoi aplicate pe lemn: Iisus Pantocrator, Maica Domnului, Iisus cu cununa de spini, cei patru evangheliști. Pictura din altar este identică cu cea de pe bolta naosului.